# Талдисай (Нуринський район)
Талдиса́й (каз. Талдысай) — село у складі Нуринського району Карагандинської області Казахстану. Адміністративний центр та єдиний населений пункт Талдисайського сільського округу.
Населення — 160 осіб (2021; 201 у 2009, 884 у 1999, 1124 у 1989).
Національний склад станом на 1989 рік:
- казахи — 100 %.